# Cryphia confinis
Cryphia confinis là một loài bướm đêm trong họ Noctuidae.